# Suchata Chuangsri
Vous pouvez aider à l'améliorer ou bien discuter des problèmes sur sa page de discussion.
Suchata Chuangsri, née le 20 septembre 2003 à Phuket, est un mannequin et reine de beauté thaïlandaise, élue Miss Monde 2025,.

## Biographie
Chuangsri est née le 20 septembre 2003 à Phuket. Elle étudie à l'école de Triam Udom Suksa, devient trilingue thaï, anglais et chinois ; puis prépare une licence en sciences politiques et relations internationales à la Faculté de sciences politiques de l'Université Thammasat.

## Concours de beauté
Le 30 juillet 2022, Chuangsri a participé au concours Miss Univers Thaïlande 2022, où elle a terminé troisième dauphine. Elle a ensuite été promue deuxième dauphine suite au départ de Nicolene Limsnukan (en), première dauphine initiale.
Le 14 juillet 2024, elle a été couronnée Miss Univers Thaïlande 2024. Elle a représenté la Thaïlande à Miss Univers 2024, qui s'est tenue le 17 novembre 2024 à Mexico. Elle a terminé troisième dauphine et a reçu le prix Voice for Change – Silver.
Le 22 avril 2025, Chuangsri a été désignée par l'organisation Miss Monde Thaïlande, fruit d'une collaboration entre Tero Entertainment et TPN Global, pour représenter la Thaïlande à Miss Monde 2025 en Inde. Après avoir remporté le concours multimédia, Suchata a intégré le Top 40. Le concours a eu lieu le 31 mai 2025 à Hyderabad. Elle a été couronnée Miss Monde 2025, devenant ainsi la première Thaïlandaise et la deuxième Sud-Est-Asiatique à détenir ce titre.